# Ben 10: Omniverse
Ben 10: Omniverse este un serial de animație american care servește ca o continuare directă a Ben 10: Ultimate Alien (2010–2012) și al patrulea serial al francizei Ben 10 creată de Man of Action (un grup format din Duncan Rouleau, Joe Casey, Joe Kelly, și Steven T. Seagle), și, de asemenea, ultimul serial care să aibă loc în continuitatea clasică. Serialul a fost difuzat pe Cartoon Network din 22 septembrie 2012 până pe 14 noiembrie 2014 în Statele Unite pe opt arcuri de poveste serializate de 10 episoade în loc de structura de lansare bazată pe sezoane. A fost produs de Cartoon Network Studios.
Ben 10: Omniverse a fost anunțat la Cartoon Network Upfront în 2011. Conceptul artistic, descris ca un omagiu adus serialului original Ben 10 (2005–2008), proiectat de Derrick J. Wyatt (Transformers: Animated și Scooby-Doo și echipa misterelor) a fost dezvăluit în premieră la UK Toy Fair din 2012.
Serialul a avut premiera pe 22 septembrie 2012, cu un "episod sneak peek" care a fost difuzat pe 1 august 2012. Un "sneak peek" al serialului a fost difuzat după "Săptămâna Ben 10" (19 martie – 24 martie 2012). Un serial reboot al francizei a avut premiera în 2016.
Premiera în România a fost pe 26 septembrie 2012 pe Cartoon Network.

## Despre serial
Serialul urmărește aventurile eroului - acum în vârstă de 16 ani - care trebuie să se descurce de unul singur cu multe amenințări extraterestre. De unul singur - doar dacă nu sunt luați în calcul nenumărații extratereștri buni și plini de abilități în care se poate transforma, sau noul său partener, pe care fanii nu l-au mai văzut până acum.Acum avandu-i pe toti exaterestri dar nu si formele X.Realizatorii serialului au decis să dezvăluie și câteva lucruri necunoscute din trecut, astfel că acțiunea se întoarce deseori în timp, când Ben avea doar 10 ani.
În episodul „Secretele familiei Sâmbătă.” a fost dezvăluit că Ben 10 are loc în același univers ca și Secretele familiei Sâmbătă.

## Personaje

### Personaje principale
- Ben Tennyson - O fi Ben cel mai mare erou al galaxiei, dar noul lui Omnitrix e la fel de imprevizibil ca întotdeauna. Salvând omenirea alături de Rook, îl face un erou și mai bun.
- Max Tennyson - Max Tennyson este bunicul lui Ben și Gwen. El știe responsabilitățile și super-abilitățile nepoților săi și vrea să-i ajute cât de mult poate.
- Rook - El este Rook, noul partener superdotat al lui Ben. Cu proto armura lui techno poate rezista focului și cârligelor incendiare ale inamicului, iar proto arma lui se poate transforma în orice tip de armament.
- Kevin Levin - Puterea lui Kevin îi permite să absoarbă proprietățile materiei solide, devenind superputernic și tare. A decis să ia o pauză și să i se alăture lui Gwen în campus.
- Gwen Tennyson - Verișoara lui Ben, Gwen poate crea și controla magia. Dar după ani și ani petrecuți salvând omenirea, Gwen hotărăște să renunțe la rolul de super erou și să se apuce de învățat.
- Vânătorul Khyber - Vânătorul Khyber este un urmăritor fără pereche, renumit pentru răbdarea cu care își studiază țintele și perseverența cu care le urmărește până se dau bătute.
- Câinele lui Khyber - Câinele lui Khyber poartă Nemetrixul, putând astfel să se transforme în oricare dintre cele mai mortale 10 animale de pradă din toată galaxia. Fiecare dintre aceste bestii feroce se poate înfrunta de pe poziții egale cu oricare dintre extratereștrii lui Ben! Mai tarziu devine cainele lui Kevin.
- Skurd - El a apărut în sezonul 8. El este un mâzgăbiot/slimbiot. Cu el Ben poate combina puterile extratereștrilor în timp ce se hrănește cu ADN-ul Omnitrixului.

### Despre Nemetrix
- Dr. Psychobos - Dr. Psychobos este un geniu malefic Cerebrocrustacean, și creatorul Nemetrixului.
- Crabdozer - Crabdozer este un extraterestru din Nemetrix, fiind adversarul ideal pentru Torța Vie, deoarece nu este sensibil la foc.
- Tercioratorul - Tercioratorul este un extraterestru Nemetrix, mai tare decât Carambol. Are săculețe lipicioase pe tot corpul, cu care își prinde prada.
- Insectoșopârla - Insectoșopârla este un extraterestru Nemetrix, mai tare decât Stinkfly. Este un extraterestru rapid, cu gheare foarte ascuțite și puterea de a scăpa de pericole camuflându-se sub nori de fum.
- Teroranhula - Teroranhula este un extraterestru Nemetrix, mai tare decât Tăunul. Poate neutraliza mingile lipicioase ale Tăunului proiectând cu gura plase ca de păianjen.
- Vermix - Vermix este un extraterestru Nemetrix, mai tare decât Armoburghiu. Are spini ascuțiți pe spate și capacitatea de a săpa tuneluri prin rocă sau chiar metal.
- Tiranoped - Tiranoped este un extraterestru Nemetrix, mai tare decât Umangozaur. Este un extraterestru foarte puternic, cu dinți incredibil de ascuțiți, care poate proiecta cu hornul un fir de mătase cu care își înfășoară prada într-un cocon.
- Omnivoracious - Este un extraterestru Nemetrix, mai tare decât Cerebel.

- Vicetopus - este un extraterestru al nemetrixului. El vaneaza Cerebrocrustacieni cu tentaculele lui. Este un extraterestru lent,dar un vanator priceput cu o tactica de sugrumare.
- Panuncian - Specia panuncianului lui khyber este panuncianul si trăiește pe planeta hathor.Prada sa preferată este ditto.
- Pradatorul Uriasului - este un extraterestru al nemitrixului care il vaneaza pe Urias. El are corp de virus.

### Extratereștrii lui Ben
- Bloxx - Bloxx, un extraterestru format din mai multe bucăți, care-și schimbă forma. Se poate întinde și plia, iar corpul său poate lua orice formă - de scut, container, de braț foarte lung sau chiar de catapultă.
- Undă - Exclusiv pentru tânărul Ben, Undă are abilitatea de a absorbi atacuri energetice și a le transforma în propriul său puls de energie. Cu degetele sale ca niște fișe electrice, poate scurge energia din adversari.
- Șocsquatch - Acesta este electrizantul Șoc-bloc, un extraterestru care seamănă cu Yeti, dotat cu o forță extremă. Generează cantități uriașe de electricitate pe care o poate lansa asupra inamicilor săi cu ajutorul unor obuze de energie.
- Patru Brațe - Acesta este Patru Brațe, o figură cunoscută, dar care revine sub o nouă înfățișare. Are o forță extraordinară în luptă. Este capabil de salturi înalte și, cu lovitura sa, poate provoca unde puternice de șoc.
- Torța Vie - Acesta este incendiarul Torța Vie, fierbinte ca întotdeauna. Poate arunca cu bulgări de foc din pumnii săi, poate zbura pe o placă de foc și este imun la atacuri cu frig sau căldură.
- Granit - Granit este efectiv o mică planetă, având în centru un nucleu de magmă. Are puteri pe bază de gravitație, cu care poate crea câmpuri gravitaționale care cresc sau scad atracția gravitațională a altora, făcându-i să fie ușori ca fulgul sau grei de 100 de tone!
- Cannobolt - Acesta este temutul Cannobolt. Se poate transforma într-o bilă aproape indestructibilă, care se rostogolește provocând unde de șoc nimicitoare sau se răsucește cauzând tornade distrugătoare.
- Tăunul - Tăunul folosește o minge lipicioasă cu care strânge diverse vechituri și deșeuri. Când e gata de atac, lovește mingea care explodează pe loc. Cu cât e mingea mai mare, cu atât mai tare face poc!
- Șoimul - Șoimul se trage dintr-o rasă de extratereștri care seamănă cu niște cocoși uriași. E un luptător redutabil care lovește fenomenal cu piciorul.
- Stinkfly - Stinkfly este un formidabil zburător acrobatic. Nu se teme de luptă, folosindu-și coada ascuțită și ochii care împroașcă cu mâzgă pe post de arme naturale.
- XLR8 - Cu reflexe fulgerătoare și viteze de până la 800 km/oră, XLR8 este cel mai rapid extraterestru al lui Ben.
- Maimuța păianjen - Maimuța păianjen se lipește de pereți, trimite plase de păianjen cu coada sa și face salturi acrobatice.
- Umangozaur - Când Ben se transformă în acest extraterestru ca un dinozaur, are o forță extremă, piele blindată și poate atinge o înălțime de până la 20 de metri.
- Armoburghiu - Acesta este un extraterestru cu un corp galben, blindat, și cu o cască cu coarne. Are capacități incredibile de excavare și poate genera unde de șoc și cutremure lovind pământul cu piciorul.
- Rotor Terra - Rotor Terra e o enormă țestoasă extraterestră care-și poate folosi structura internă și excrescențele în formă de elice pentru a zbura și a genera atacuri eoliene devastatoare.
- Rath - Cu o combinație de forță extremă și prinsoare de temut, Rath e un extraterestru iute la mânie, cu care nu vrei să te pui.
- Ditto - Ditto se poate clona pe loc în mod repetat, până devine o adevărată armată de clone.
- Astrodactyl - Cu motorul lui propulsor, Astrodactyl are o viteză și manevrabilitate superioare, dar și bice de energie care te fac una cu pământul.
- Fașaon - Fașaon poate folosi bandajele sale super-lungi pentru a ataca sau înfășura dușmanii de la distanță.
- Bici de apă - Bici de apă poate genera și controla apa, atacând cu bice și explozii de apă. Pentru protecție are un exoschelet cu armură.
- Viforul - Vifor poate penetra materiale solide și se poate face invizibil în timp ce-și atacă inamicii cu o suflare de gheață paralizantă.
- Vampirul - Poate trage cu proiectile de coruptură.
- Atomix - Poate să facă bile de lumină din trupul său.
- Buzzshock - Acest extraterestru poate să se deplaseze cu fulgere. Prima dată Buzzshock de Ken Tennyson în Ken 10.
- Blitz-Vârcolacul - Acest extraterestru poate să tragă bile de energie din gură.
- Frankstrike - Poate să tragă lasere din tijele metalice de pe spate.
- Michiduță - Poate să distrugă mașinile și să le reconstruiască în unelte folositoare.
- Toepick - Un extraterestru hidos și înspăimântător care își pune inamicii pe fugă,provocând o uriașă frică.

## Episoade
| Premieră originală | Premiera în România | N/o | Titlu român                                | Titlu englez                              |
| ------------------ | ------------------- | --- | ------------------------------------------ | ----------------------------------------- |
|                    |                     |     |                                            |                                           |
| SEZONUL 1          |                     |     |                                            |                                           |
|                    |                     |     |                                            |                                           |
| 01.08.2012         | 26.09.2012          | 01  | Schimbări cu surprize                      | The More Things Change                    |
| 22.09.2012         | 26.09.2012          | 02  | Schimbări cu surprize                      | The More Things Change                    |
|                    |                     |     |                                            |                                           |
| 29.09.2012         | 03.10.2012          | 03  | Un șoc din trecut                          | A Jolt from the Past                      |
|                    |                     |     |                                            |                                           |
| 06.10.2012         | 10.10.2012          | 04  | Spirala problemelor                        | Trouble Helix                             |
|                    |                     |     |                                            |                                           |
| 13.10.2012         | 17.10.2012          | 05  | Am o propunere pentru tine                 | Have I Got a Deal for You                 |
|                    |                     |     |                                            |                                           |
| 20.10.2012         | 24.10.2012          | 06  | Ei erau                                    | It Was Them                               |
|                    |                     |     |                                            |                                           |
| 27.10.2012         | 31.10.2012          | 07  | Cu bine și mulțumesc pentru toată tratația | So Long, and Thanks for All the Smoothies |
|                    |                     |     |                                            |                                           |
| 03.11.2012         | 07.11.2012          | 08  | La limită                                  | Hot Stretch                               |
|                    |                     |     |                                            |                                           |
| 10.11.2012         | 06.03.2013          | 09  | Vânător și vânat                           | Of Predators and Prey                     |
| 17.11.2012         | 06.03.2013          | 10  | Vânător și vânat                           | Of Predators and Prey                     |
|                    |                     |     |                                            |                                           |
| SEZONUL 2          |                     |     |                                            |                                           |
|                    |                     |     |                                            |                                           |
| 24.11.2012         | 13.03.2013          | 11  | Evadarea                                   | Outbreak                                  |
|                    |                     |     |                                            |                                           |
| 01.12.2012         | 14.11.2012          | 12  | Numai bucurii                              | Many Happy Returns                        |
|                    |                     |     |                                            |                                           |
| 08.12.2012         | 21.11.2012          | 13  | La pescuit                                 | Gone Fishin'                              |
|                    |                     |     |                                            |                                           |
| 15.12.2012         | 20.03.2013          | 14  | Blukic și Driba se duc la domnul Smoothy   | Blukic And Driba Go to Mr. Smoothy’s      |
|                    |                     |     |                                            |                                           |
| 22.12.2012         | 27.03.2013          | 15  | Factorul răului                            | Malefactor                                |
|                    |                     |     |                                            |                                           |
| 05.01.2013         | 03.04.2013          | 16  | Dezvoltare blocată                         | Arrested Development                      |
|                    |                     |     |                                            |                                           |
| 12.01.2013         | 10.04.2013          | 17  | Frați spațiali                             | Bros in Space                             |
|                    |                     |     |                                            |                                           |
| 19.01.2013         | 23.10.2013          | 18  | Din nou Ben                                | Ben Again                                 |
|                    |                     |     |                                            |                                           |
| 26.01.2013         | 24.04.2013          | 19  | Localul 23                                 | Store 23                                  |
|                    |                     |     |                                            |                                           |
| 02.02.2013         | 01.05.2013          | 20  | Livrare specială                           | Special Delivery                          |
|                    |                     |     |                                            |                                           |
| SEZONUL 3          |                     |     |                                            |                                           |
|                    |                     |     |                                            |                                           |
| 09.02.2013         | 02.10.2013          | 21  | Cu cărțile pe față                         | Showdown                                  |
| 16.02.2013         | 02.10.2013          | 22  | Cu cărțile pe față                         | Showdown                                  |
|                    |                     |     |                                            |                                           |
| 23.02.2013         | 17.04.2013          | 23  | Probleme cu stomacul                       | Tummy Trouble                             |
|                    |                     |     |                                            |                                           |
| 02.03.2013         | 16.10.2013          | 24  | Vilgax trebuie să dispară                  | Vilgax Must Croak                         |
|                    |                     |     |                                            |                                           |
| 09.03.2013         | 06.11.2013          | 25  | Cât erai plecat                            | While You Were Away                       |
|                    |                     |     |                                            |                                           |
| 16.03.2013         | 13.11.2013          | 26  | Broaștele războiului                       | The Frogs of War                          |
| 16.03.2013         | 13.11.2013          | 27  | Broaștele războiului                       | The Frogs of War                          |
|                    |                     |     |                                            |                                           |
| 23.03.2013         | 25.09.2013          | 28  | Reguli de implicare                        | Rules of Engagement                       |
|                    |                     |     |                                            |                                           |
| 30.03.2013         | 30.10.2013          | 29  | Rad                                        | Rad                                       |
|                    |                     |     |                                            |                                           |
| 06.04.2013         | 04.12.2013          | 30  | Răul persistă                              | Evil’s Encore                             |
|                    |                     |     |                                            |                                           |
| SEZONUL 4          |                     |     |                                            |                                           |
|                    |                     |     |                                            |                                           |
| 05.10.2013         | 09.10.2013          | 31  | Secretele familiei Sâmbătă                 | T.G.I.S.                                  |
|                    |                     |     |                                            |                                           |
| 12.10.2013         | 20.11.2013          | 32  | Mâncarea e după colț                       | Food Around the Corner                    |
|                    |                     |     |                                            |                                           |
| 19.10.2013         | 27.11.2013          | 33  | O mamă, unde ești?                         | O Mother, Where Art Thou?                 |
|                    |                     |     |                                            |                                           |
| 26.10.2013         | 11.12.2013          | 34  | Întoarcerea către eternitate               | Return to Forever                         |
|                    |                     |     |                                            |                                           |
| 02.11.2013         | 18.12.2013          | 35  | Noroiul e mai gros ca apa                  | Mud is Thicker than Water                 |
|                    |                     |     |                                            |                                           |
| 09.11.2013         | 25.12.2013          | 36  | Motivele lui Otto                          | OTTO Motives                              |
|                    |                     |     |                                            |                                           |
| 16.11.2013         | 01.01.2014          | 37  | Jaful suprem                               | The Ultimate Heist                        |
|                    |                     |     |                                            |                                           |
| 23.11.2013         | 08.01.2014          | 38  | Un pumn de creier                          | A Fistful of Brains                       |
|                    |                     |     |                                            |                                           |
| 30.11.2013         | 15.01.2014          | 39  | Pentru puțin creier în plus                | For a Few Brains More                     |
|                    |                     |     |                                            |                                           |
| 07.12.2013         | 22.01.2014          | 40  | Monstrul lui Max                           | Max's Monster                             |
|                    |                     |     |                                            |                                           |
| SEZONUL 5          |                     |     |                                            |                                           |
|                    |                     |     |                                            |                                           |
| 15.02.2014         | 12.05.2014          | 41  | Ceva Zombozo plutește în aer               | Something Zombozo This Way Comes          |
|                    |                     |     |                                            |                                           |
| 22.02.2014         | 13.05.2014          | 42  | Mistere imateriale                         | Mystery, Incorporeal                      |
|                    |                     |     |                                            |                                           |
| 01.03.2014         | 14.05.2014          | 43  | Benzbunarea e dulce                        | Bengeance Is Mine!                        |
|                    |                     |     |                                            |                                           |
| 08.03.2014         | 15.05.2014          | 44  | Ben vârcolacul american la Londra          | An American Benwolf in London             |
|                    |                     |     |                                            |                                           |
| 15.03.2014         | 16.05.2014          | 45  | Dublu Animo                                | Animo Crackers                            |
|                    |                     |     |                                            |                                           |
| 22.03.2014         | 19.05.2014          | 46  | Petrecere monstroasă cu Rad                | Rad Monster Party                         |
|                    |                     |     |                                            |                                           |
| 29.03.2014         | 20.05.2014          | 47  | Sunt fermecat, desigur                     | Chared, I'm Sure!                         |
|                    |                     |     |                                            |                                           |
| 05.04.2014         | 21.05.2014          | 48  | Vampirul contra atacă                      | The Vampire Strikes Back                  |
|                    |                     |     |                                            |                                           |
| 12.04.2014         | 22.05.2014          | 49  | Meci feminin                               | Catfight                                  |
|                    |                     |     |                                            |                                           |
| 19.04.2014         | 23.05.2014          | 50  | Colecționează asta                         | Collect This                              |
|                    |                     |     |                                            |                                           |
| SEZONUL 6          |                     |     |                                            |                                           |
|                    |                     |     |                                            |                                           |
| 06.10.2014         | 18.05.2015          | 51  | Și apoi nu mai era nici unul               | And Then There Were None                  |
|                    |                     |     |                                            |                                           |
| 07.10.2014         | 19.05.2015          | 52  | Și apoi a apărut Ben                       | And Then There Was Ben                    |
|                    |                     |     |                                            |                                           |
| 08.10.2014         | 03.11.2014          | 53  | Răzbunătorii                               | The Vengers                               |
|                    |                     |     |                                            |                                           |
| 09.10.2014         | 04.11.2014          | 54  | Scoate tot                                 | Cough It Up                               |
|                    |                     |     |                                            |                                           |
| 10.10.2014         | 05.11.2014          | 55  | Rădăcinile răului                          | The Rooters of All Evil                   |
|                    |                     |     |                                            |                                           |
| 13.10.2014         | 06.11.2014          | 56  | Blukic și Driba se duc în Zona 51          | Blukic and Driba Go to Area 51            |
|                    |                     |     |                                            |                                           |
| 14.10.2014         | 07.11.2014          | 57  | Nu există onoare între frați               | No Honor Among Bros                       |
|                    |                     |     |                                            |                                           |
| 15.10.2014         | 10.11.2014          | 58  | Universul contra Tennyson                  | Universe vs. Tennyson                     |
|                    |                     |     |                                            |                                           |
| 16.10.2014         | 11.11.2014          | 59  | Arma 11                                    | Weapon XI                                 |
| 17.10.2014         | 12.11.2014          | 60  | Arma 11                                    | Weapon XI                                 |
|                    |                     |     |                                            |                                           |
| SEZONUL 7          |                     |     |                                            |                                           |
|                    |                     |     |                                            |                                           |
| 20.10.2014         | 13.11.2014          | 61  | Clide 5                                    | Clyde Five                                |
|                    |                     |     |                                            |                                           |
| 21.10.2014         | 14.11.2014          | 62  | Povești cu Rook                            | Rook Tales                                |
|                    |                     |     |                                            |                                           |
| 22.10.2014         | 21.05.2015          | 63  | Școala de vrăji                            | Charm School                              |
|                    |                     |     |                                            |                                           |
| 23.10.2014         | 22.05.2015          | 64  | Balada Domnului Baumann                    | The Ballad of Mr. Baumann                 |
|                    |                     |     |                                            |                                           |
| 24.10.2014         | 23.05.2015          | 65  | Luptă la muzeu                             | Fight at the Museum                       |
|                    |                     |     |                                            |                                           |
| 27.10.2014         | 24.05.2015          | 66  | Punct închis                               | Breakpoint                                |
|                    |                     |     |                                            |                                           |
| 28.10.2014         | 25.05.2015          | 67  | Culoare de maimuță                         | The Color of Monkey                       |
|                    |                     |     |                                            |                                           |
| 29.10.2014         | 26.05.2015          | 68  | Vreedlemania                               | Vreedlemania                              |
|                    |                     |     |                                            |                                           |
| 30.10.2014         | 27.05.2015          | 69  | E o lume a lui Ben trăsnită                | It's a Mad, Mad, Mad Ben World            |
| 31.10.2014         | 28.05.2015          | 70  | E o lume a lui Ben trăsnită                | It's a Mad, Mad, Mad Ben World            |
|                    |                     |     |                                            |                                           |
| SEZONUL 8          |                     |     |                                            |                                           |
|                    |                     |     |                                            |                                           |
| 03.11.2014         | 12.10.2015          | 71  | Din Hedorium la Eternitate                 | From Hedorium to Eternity                 |
|                    |                     |     |                                            |                                           |
| 04.11.2014         | 13.10.2015          | 72  | Fixat de tine                              | Stuck on You!                             |
|                    |                     |     |                                            |                                           |
| 05.11.2014         | 14.10.2015          | 73  | Din nou vremea războiului                  | Let's Do the Time War Again               |
|                    |                     |     |                                            |                                           |
| 06.11.2014         | 15.10.2015          | 74  | Secretul din Dos Santos                    | Secret of Dos Santos                      |
|                    |                     |     |                                            |                                           |
| 07.11.2014         | 16.10.2015          | 75  | A treia oară e cu noroc                    | Third Time's a Charm                      |
|                    |                     |     |                                            |                                           |
| 10.11.2014         | 19.10.2015          | 76  | Ultima numărătoare inversă                 | Final Countdown                           |
|                    |                     |     |                                            |                                           |
| 11.11.2014         | 20.10.2015          | 77  | Malgax atacă                               | Malgax Attacks                            |
|                    |                     |     |                                            |                                           |
| 12.11.2014         | 21.10.2015          | 78  | Cel mai periculos concurs televizat        | Most Dangerous Game Show                  |
|                    |                     |     |                                            |                                           |
| 13.11.2014         | 22.10.2015          | 79  | Sfârșitul unei ere                         | The End of an Era                         |
|                    |                     |     |                                            |                                           |
| 14.11.2014         | 23.10.2015          | 80  | Un nou început                             | A New Dawn                                |
|                    |                     |     |                                            |                                           |